# Moacir Silva

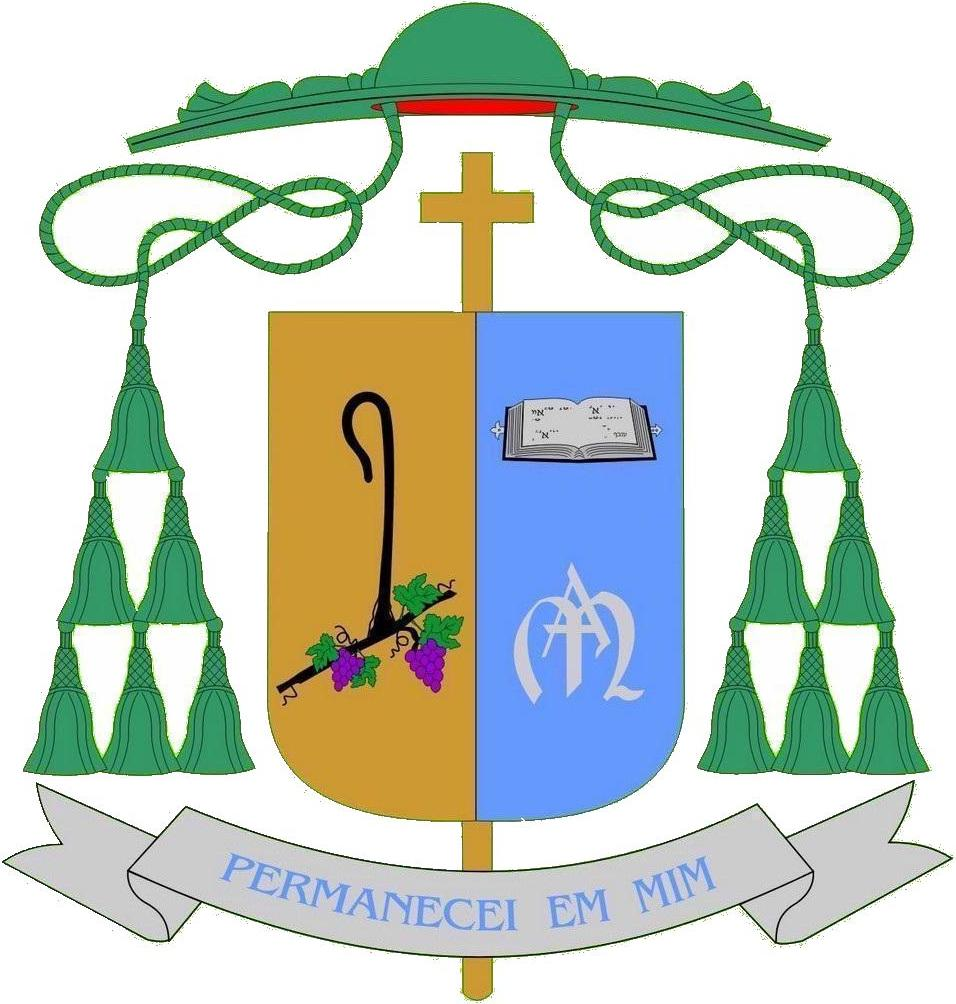
Wappen von Moacir Silva als Bischof von São José dos Campos

Moacir Silva (* 16. Juli 1954 in São José dos Campos, Bundesstaat São Paulo) ist ein brasilianischer Geistlicher und römisch-katholischer Erzbischof von Ribeirão Preto.

## Leben
Moacir Silva, ältester von sechs Söhnen des Ehepaars Brasilino und Maria Augusta Silva, besuchte die Escola do Bom Retiro in São José dos Campos und später das Kleine Seminar Santo Antônio in Taubaté. Von 1980 bis 1982 studierte er Philosophie am Priesterseminar Bom Jesus in Aparecida und von 1983 bis 1986 Katholische Theologie am Theologischen Institut Sagrado Coração de Jesus in Taubaté. Am 6. Dezember 1986 empfing Silva das Sakrament der Priesterweihe für das Bistum São José dos Campos.
Von 1983 bis 1986 war Moacir Silva Koordinator für die Jugendpastoral im Bistum São José dos Campos. Nachdem er 1986 kurzzeitig als Koordinator für die Pastoral im Gesundheitsdienst gewirkt hatte, wurde er Pfarrvikar der Kathedrale São Dimas in São José dos Campos. Von 1988 bis 1993 war Silva Pfarrer der Pfarrei Coração de Jesus in São José dos Campos, bevor er Pfarrer der Kathedrale São Dimas wurde. Neben seinen Aufgaben in der Pfarrseelsorge war Moacir Silva von 1993 bis 1999 als Koordinator für die Familienpastoral tätig sowie von 1992 bis 2004 als Direktor der Schule für die Ausbildung der Ständigen Diakone und von 1993 bis 2003 als Generalvikar des Bistums São José dos Campos. Ferner war er ab 1991 Mitglied des Priesterrats und des Konsultorenkollegiums des Bistums São José dos Campos sowie ab 1993 Richter am interdiözesanen Kirchengericht der Kirchenprovinz Aparecida. Parallel zu seinen seelsorglichen und diözesanen Aufgaben erwarb er 2000 am Instituto de Direito Canônico „Pe. Dr. Giuseppe Benito Pegoraro“ in São Paulo einen Abschluss im Fach Kanonisches Recht und am 24. Mai 2002 an der Päpstlichen Lateranuniversität in Rom ein Lizenziat in dieser Disziplin. Am 1. Dezember 2003 wurde Moacir Silva Diözesanadministrator des vakanten Bistums São José dos Campos.
Papst Johannes Paul II. ernannte ihn am 20. Oktober 2004 zum Bischof von São José dos Campos. Die Bischofsweihe spendete ihm der Bischof von Santo André, José Nelson Westrupp SCI, am 21. Juni desselben Jahres in São José dos Campos; Mitkonsekratoren waren Raymundo Damasceno Assis, Erzbischof von Aparecida, und Dimas Lara Barbosa, Weihbischof in São Sebastião do Rio de Janeiro. Sein Wahlspruch Permanecei em mim („Bleibt in mir“) stammt aus Joh 15,4 . Als Bischof war Moacir Silva von 2005 bis 2011 Präsident der Unterregion Aparecida in der Region Sul 1 der Brasilianischen Bischofskonferenz. Von 2007 bis 2011 war er zudem Präsident der Liturgiekommission und von 2007 bis 2015 Vizepräsident der Region Sul 1. Außerdem gehörte Silva von 2007 bis 2011 der Kommission für die Kirchengerichte zweiter Instanz der Brasilianischen Bischofskonferenz und dem Wirtschaftsrat des Lateinamerikanischen Bischofsrats (CELAM) an.
Am 24. April 2013 ernannte ihn Papst Franziskus zum Erzbischof von Ribeirão Preto. Die Amtseinführung fand am 23. Juni desselben Jahres statt. In der Brasilianischen Bischofskonferenz ist Silva seit September 2015 Präsident der Kommission für die Umsetzung des Motu proprios Mitis Iudex Dominus Iesus und der Kommission für die Kirchengerichte zweiter Instanz sowie als Repräsentant der Region Sul 1 Mitglied des Ständigen Rates. Ferner ist er in der Region Sul 1 Mitglied der Kommission für die geweihten Amtsträger und das geweihte Leben sowie Verantwortlicher für die Berufungspastoral.
Am 28. Februar 2020, bereits zu Beginn der COVID-19-Pandemie in Brasilien, führte er Hygienemaßnahmen für den Klerus und die Gläubigen im Erzbistum Ribeirão Preto ein. Staatspräsident Jair Bolsonaro hatte die Krankheit zu diesem Zeitpunkt trotz erster Infektionsfälle noch verharmlost und keine staatlichen Schutzmaßnahmen eingeführt. Ende 2020 forcierte Silva zudem eine Zusammenarbeit mit den Bürgermeistern der Städte auf dem Gebiet der Diözese.
Vom 18. August 2021 bis zum 19. März 2022 war Silva zudem Apostolischer Administrator des vakanten Bistums São José do Rio Preto und vom 7. Dezember 2023 bis zum 7. April 2024 Apostolischer Administrator des vakanten Bistums São João da Boa Vista.